# Hedysarum
Hedysarum es un género de planta de flores con 744 especies perteneciente a la familia Fabaceae. Comprende 803 especies descritas y de estas, solo 203 aceptadas.

## Descripción
Hierbas anuales o perennes. Hoja imparipinnadas, foliolos enteros;  estípulas libres o connadas. Inflorescencia en racimo o con las cabezas pedunculadas. Las brácteas pequeñas, Bractéolas debajo del cáliz presentes. Cáliz con dientes desiguales. Corola rosa, púrpura, amarilla o blanquecina.  Fruto con segmentos glabros, pubescentes, erizado o espinoso.

## Taxonomía
El género fue descrito por Carlos Linneo y publicado en Species Plantarum 2: 745. 1753. La especie tipo es: Hedysarum alpinum L.

## Especies seleccionadas
- Hedysarum abyssinicum
- Hedysarum acayucense Sessé - Moc.
- Hedysarum aculeatum
- Hedysarum aculeolatum
- Hedysarum acuminatum Michx.
- Hedysarum acutifolium
- Hedysarum adhaerens
- Hedysarum adscendens Sw.
- Hedysarum albiflorum (Macoun) B.Fedtsch.
- Hedysarum coronarium L.